# Asma bint Abi Bakr
Asma bint Abi Bakr (595–692) fue una de las compañeras femeninas de Mahoma.

## Familia
Era hija de Abu Bakr as-Siddiq. Su madre fue Qutaylah bint Abd al-Uzzá y era hermana de Abdullah ibn Abi Bakr. Sus medio hermanas fueron Aisha bint Abi Bakr y Umm Kulthum bint Abi Bakr, y sus medio hermanos Abdu'l-Rahman ibn Abi Bakr y Muhammad ibn Abi Bakr.

## Biografía

### Primeros años
Asma fue la decimoctava persona en aceptar el islam. Cuando Mahoma y Abu Bakr buscaron refugio en una cueva a las afueras de La Meca, con motivo de la migración a Medina, Asma solía llevarles comida al amparo de la oscuridad. Cuando Mahoma y Abu Bakr abandonaron la cueva, Asma ató los bienes de ambos con dos cintas que adornaban sus ropas, por esta ingenuidad Mahoma le otorgó el título de "Dhat un Nitaqayn" que significa "La de las Dos Cintas".
Estaba casada con Zubayr ibn al-Awwam y tuvo dos hijos con él:
- Abdallah ibn al-Zubayr, el primer musulmán nacido en Medina, después de la hégira.
- Urwa ibn al-Zubayr.

Ella fue una de las primeras mujeres en aceptar el islam.

## La oposición de Asma a Yazid I
Cuando Husayn ibn Ali fue asesinado en Kerbala; los amigos de Husein, el hijo de Asma, Abdallah ibn al-Zubayr y el primo de Qasim ibn Muhammad ibn Abu Bakr, reunieron a la gente de La Meca y realizaron el siguiente discurso:
"¡ Oh pueblo! Ningún otro pueblo es peor que los iraquíes y entre los iraquíes, la gente de Kufa son los peores. Escribieron cartas varias veces, pidiendo al Imam Husein y tomaron Bay'at (lealtad) de su califato. Pero cuando Ibn Zeyad llegó a Kufa, se reunieron en torno a él y mataron al Imam Husein, que era piadoso, observaba el ayuno, leía el Corán y merecía el califato en todos los aspectos.
Abdallah ibn al-Zubayr era nieto de Abu Bakr as-Siddiq y el primo de Qasim ibn Muhammad ibn Abu Bakr. Tanto Abdallah como Qasim eran sobrinos de Aisha bint Abi Bakr. Qasim fue también el abuelo del Imam Ŷaʿfar as-Sadiq.
Abdallah, el hijo de Asma, fue decapitado y crucificado por orden de Abd al-Malik ibn Marwan, con la intención de establecer el orden y el control sobre el Imperio Omeya.
En su última hora le preguntó a su madre Asma que debía hacer y ella le dijo:
"Tu sabes mejor en tu propio ser si estás en la verdad y el que llama a la verdad será más honorable que los que lo han matado. Si no estás en la verdad, entonces eres un hijo malvado, ya que te has destruido a ti mismo y a los que están contigo. Si dices lo que dices, y eres asesinado a manos de otros, entonces no eres realmente libre, porque esta no es la declaración de una persona que es libre".
Entonces Asma añadió a su hijo:
"¿cuanto tiempo vas a vivir en este mundo? la muerte es más querida para mi que este estado en el que te encuentras, este estado de debilidad".
Entonces, él le confesó a su madre:
"Me temo que voy a ser mutilado por la gente de Sham, me temo que van a cortar mi cuerpo después de matarme".
Entonces ella le dijo:
"Después de que hayas muerto no sufrirás si te hacen eso".

## Muerte
Según algunos historiadores, Asma era diez años mayor que su hermana Aisha y falleció a los cien años de edad.